# Югоизточен окръг
Югоизточната област на Ботсвана има площ 1991 квадратни километра и население 403 200 души (по изчисления за август 2018 г.). В нея е разположена столицата на Ботсвана град Габороне. Областта граничи с РЮА на юг. Разделена е на 3 подобласти – Габороне, Лобатсе и югоизточна подобласт.